# 陳長春
陳長春（1767年6月10日—？年），字澤如，號養之，行二，江蘇省通州直隸州人，道光五年（1825年）拔貢，朝考二等授職，以知縣分發試用，道光七年署雙流縣知縣；道光十二年（1832年）任四川鄰水縣知縣；道光十四年署三臺縣知縣；道光十六年五月補黔江縣知縣，重修縣誌、重建城隍廟；道光十九年正月署渠縣知縣。